# Клинох ап Динвал
Клинох ап Динвал (валл. Clynog ab Dyfnwal) — король Альт Клуита приблизительно с 490 года.

## Биография
Клинох ап Динвал — старший из многочисленных сыновей Динвала, правителя Альт Клуита.
Клинох, в некоторых источниках называемый именем Кедик, имел много братьев, поэтому, скорее всего, Альт Клуит в это время был разделен на несколько частей, а Клинох имел лишь номинальный титул верховного короля. Со временем Клиноху удалось прибрать к рукам значительную часть Альт Клуита, но после его смерти королевство было разделено еще раз между его сыновьями: Титагиал получил основную часть, а Сенилт стал править в Селковии.
По другой версии, Титагиал и Серван были сыновьями Кедика, брата Клиноха.